# Olivia Bucio
Pour les articles homonymes, voir Bucio.
Olivia Bucio, née le 26 octobre 1954 à Uruapan, au Michoacán, est une actrice mexicaine de théâtre et de télévision, avec une carrière très liée au monde des telenovelas.
Elle a été une des vedettes les plus reconnues de la comédie musicale du Mexique dans les années 1980.

## Filmographie

### Telenovelas
- 1980 : Conflictos de un médico : Isabel
- 1982 : El amor nunca muere : Gloria
- 1988 : Amor en silencio : Elena Robles
- 1990-1991 : Amor de nadie : Lena
- 1995 : Alondra : Carmelina Hernández de Díaz
- 1996 : Sentimientos ajenos : Eva Barrientos
- 1997 : Pueblo chico, infierno grande : Eloísa Ruán
- 1998-1999 : Ángela : Yolanda Rivas
- 2000 : Locura de amor : Irene Ruelas
- 2001-2002 : El manantial : Gertrudis Rivero
- 2002 : Cómplices al rescate : Marcela Ricca
- 2003 : Amor real
- 2003-2004 : Alegrijes y rebujos : Teresa Agüayo
- 2004 : Rubí : Carla Ruiz de Cárdenas
- 2005-2006 : Alborada : Asunción Díaz Montero de Escobar
- 2007 : Muchachitas como tu : Graciela Luna
- 2007 : Destilando amor : Fedra Iturbe de Montalvo
- 2008-2009 : En nombre del amor : Gudelia Noriega / Diana Noriega de Sáenz
- 2010-2011: Cuando me enamoro : Inés Fonseca
- 2012 : Amor Bravío : Agustina Santos (Antagonista)
- 2013-2014 : Quiero amarte : Dolores Morales de Valdez
- 2014 : Hasta el fin del mundo : Greta Bandy vda. de Ripoll
- 2016 : Tres veces Ana : Nerina Lazcano Vda. Padilla

### Séries télévisées
- 2007 : S.O.S.: Sexo y otros secretos
- 2009 : Mujeres asesinas : Elsa (épisode : Cecilia, prohibida)

### Théâtre
- 1975 : Sugar
- 1978 : Un gran final
- 1979 : Can can
- 1981 : Peter pan el niño que no quería ser grande
- 1982 : A Chorus Line : Cassie
- 1987-1989 : Yo y mi chica
- 1990 : Calle 42
- 1991 : Anita la huerfanita : Miss Lucy
- 1993 : Cats
- 1999 : El fantasma de la opera
- 2000 : El hombre de la mancha
- 2001 : Mi bella dama
- 2002 :La Maison de Bernarda Alba (La casa de Bernarda Alba)
- 2004 : Cabaret
- 2008 : Sor-presas
- 2009 : La Novicia Rebelde : Madre Superiora.
- 2013 : Cats : Grizabella/Agilorum